# Freddy vs. Jason vs. Ash
Freddy vs. Jason vs. Ash, es una serie limitada de cómics de seis números que se publicaron desde noviembre de 2007 hasta marzo de 2008. Fue publicado por Wildstorm (parte de DC comics) y sirvió como secuela para la película Freddy vs Jason y para la trilogía de The Evil Dead. También toma elementos de Jason Goes to Hell: The Final Friday. La serie está basada en un tratamiento por Jeff Katz que ponía a Freddy y Jason contra Ash Williams, siendo este el protagonista. Fue escrita por James Kuhoric e ilustrada por Jason Craig.

## Argumento
Diciembre de 2008. 5 años después de los acontecimientos de Freddy vs Jason. Will Rollins y Lori Campbell (los protagonistas de Freddy vs Jason) regresan al Campamento Lago Cristal para enfrentar sus miedos del espeluznante duelo entre Freddy y Jason, allí aparece el asesino Jason Voorhees y los mata.
Freddy Krueger, ahora es, al igual que Pamela Voorhees, un espíritu que solo puede comunicarse a través de mente de Jason, vagando por los recuerdos del asesino, Freddy descubre la existencia del Necronomicón Ex-Mortis, el libro de los muertos; un antiguo libro sumerio forrado de piel humana y escrito en sangre que contenía rituales funerarios y pasajes de resurrección demoníaca. Así que Freddy decide engañar de nuevo a Jason para que pueda conseguir el Necronomicón, con el propósito de "convertir a Jason en un niño normal" y pueda jugar con los demás niños y ser aceptado en la sociedad. Jason accede al plan de Freddy.
Mientras tanto, en el pueblo donde está ubicado Cristal Lake, abre una nueva sucursal de S-mart y Ash Williams, ahora un hombre experimentado después de lo ocurrido en Army of Darkness, es llamado por el Necronomicon. Ash se ofrece en su trabajo para dar su experiencia a los nuevos empleados, así que viaja desde Detroit hasta Cristal Lake como pretexto y con un solo objetivo: Destruir el libro antes de que caiga en manos equivocadas.
Jason está en camino hacia la casa donde vivía su madre, durante su paso, asesina a unas adolescentes cerca del S-mart, así que Ash decide investigar pero este es arrestado y considerado culpable por el guardia de seguridad, su jefe temporal defiende a Ash de que es inocente y es liberado. Con el temor en mente, Ash piensa que los Deadites ya están poseyendo a las personas de Crystal Lake y decide trabajar por su cuenta. Allí, Ash conoce a Carrie, una empleada del S-mart de Crystal Lake, le cuenta a Ash la historia del infame Jason Voorhees y Ash le cuenta su historia a Carrie, de todo lo que ocurrió desde Evil Dead hasta Army of Darkness. Tiempo después, Ash tiene un encuentro romántico con una adolescente llamada Bree, pero unos empleados del S-mart se burlan de Ash, salen del trabajo y van a una excursión, mientras Ash viaja con Carrie, quien es la única que le cree su historia lleva a Ash a la casa de Pamela donde se ubica el Libro de los Muertos; a su vez, Ash le explica como existe una conexión entre él y el Necronomicon. Los empleados que se burlaron de Ash también están en la vieja casa de Pamela, pero son asesinados por Jason que había llegado antes. Ash logró encontrar el libro en el sótano, pero escucha los gritos de Bree y la salva de Jason.
Esa noche, Freddy expresa su furia ante Jason, que es incapaz de tomar el libro. Así que explora de nuevo por los recientes recuerdos de Jason, y se entera de que Ash tiene el libro. Freddy ordena le ordena a Jason que le arrebate el libro a Ash y que mate a los que interfieran, a cambio de tener una vida normal. De vuelta con Ash y Carrie llevan a Bree al hospital, ya con el Necronomicón en sus manos, Ash busca un ritual de ponerle fin a Jason, pero el asesino aparece y enfrenta a Ash en un segundo round. Esta vez Jason logra derrotar a Ash y obtiene su Necronomicón. Freddy Krueger, a través de Jason lee un conjuro del sueño para volver desde el infierno y así regresar al Mundo de los Sueños.
Ash, exhausto duerme un rato y en su sueño, tiene una pesadilla donde su mano se tornó mala de nuevo y decide cortarla, en las gotas de su sangre se nota el reflejo de Freddy Krueger, quien aparece ante Ash y lo atormenta con sus poderes sobrenaturales. Ash despierta y descubre su cicatriz donde su mano fue amputada. Carrie lo llama para ayudar a Davy, quien está siendo atacado por Freddy durante sus sueños, pero este muere. Freddy reaparece a nuestro mundo con suficiente poder y le ordena a Jason, asesinar de una vez por todas a Ash para que no interfiera en su promesa de "ser normal".
Ash, Carry y los demás regresan a S-mart en busca de armamento y provisiones para mantenerse despiertos, Ash menciona que durante su pesadilla conoció a un tal Freddy Krueger, entonces uno de los chicos cuenta el mito del acuchillador de Springwood. El plan es, tener armamento suficiente, mantenerse despiertos e ir al campamento Lago Cristal y recuperar el Necronomicón. Ash se instala una nueva motosierra, más grande y mejorada para enfrentarlos y este le promete a Carrie que todo saldrá bien para que todos puedan irse a dormir tranquilos.
Ash y los chicos organizan un plan para detener a Jason y explotarlo junto con su cabaña, los chicos son atrapados por Jason pero logran llevarlo hasta la cabaña pero se esconden, y el asesino encuentra a Carrie. Ash entra a la choza de Jason y encuentra el libro, pero es atacado por Freddy. Ash le dice al acuchillador que si esta con el en este instante, por lo tanto está dormido, pero Freddy se burla de Ash y le revela su verdadero plan, este uso a Jason para robar el Necronomicón y gracias a un conjuro del sueño, Freddy ahora es omnipresente y tiene la capacidad de usar sus poderes, sin tener que estar en el Mundo de los Sueños. 
Freddy detiene a Ash con sus poderes y traiciona a Jason, enviando un ejército de todas sus víctimas siendo poseídos por los Deadites. Las promesas de Freddy hicieron muy fuerte a Jason, furioso este se liberó de los Deadites y en una distracción Ash tomó el Necronomicón y salió huyendo sin antes enfrentar a los demonios del bosque, Ash logró escapar y encuentra a Carrie en el bosque, los dos se refugian y al buscar una manera de detener a Freddy, el Necronomicón actúa por sí solo y les revela que Pamela Voorhees uso alguna vez el Necronomicón para revivir a su hijo, por lo tanto Jason esta maldecido por los Deadites y que Freddy Krueger puede ser detenido por un conjuro. Ash le dice a Carrie que tiene que leer correctamente el conjuro ante ellos, mientras el los atrae. Al salir de la choza, Ash y Carrie notan que están en la casa maldita de Elm Street, Freddy atrapa a Carrie y Ash es atacado por unos monstruos demoníacos creados por Freedy, pero este los vence.
Mientras tanto en la choza, Freddy obliga a Carrie a que le dé el Libro, pero aparece Jason Voorhes y ataca a Freddy, quien aplasta a Jason con sus poderes; Ash aparece tratando de ayudar a Carrie, Jason les arrebata el Libro pero Ash ataca al asesino del Lago Cristal, cortando su mano izquierda. Aumentando la tensión, Ash intenta ganar tiempo enfrentando a Jason y a un enfurecido Freddy mientras Carrie toma un lugar seguro para leer el conjuro. Ash es noqueado por Jason y Carrie huye de Freddy quien esta tras el libro. Usando sus poderes fantasmales logra arrebatárselo y lo usará para enviar a Jason al infierno, antes de eso aparece Ash heroicamente poniendo a Freddy a su merced, soltando el Libro pero el héroe es atacado por Jason quien lo envía al agua congelada del lago, mientras el acuchillador pelea con Jason. Ash se libera del hielo y mata a Jason con su "palo de fuego" y Carrie lee el conjuro y abre un portal que envía a Freddy y el Necronomicón al infierno. 
Al día siguiente, Ash se lleva a Carrie de vuelta a Ditroit mientras le asegura que no importa si vienen los Deadites o monstruos como Freddy y Jason regresen, el siempre estará listo con su mano sierra y su "Boomstick", mientras reflexiona que no fue de pura casualidad que allá viajado a Crystal Lake, solo para mostrar su ejemplo a los novatos, sino para ser el héroe una vez más.

## Conexión entre las tres franquicias
Estos cómics son una serie de seis números publicados desde noviembre de 2007 hasta marzo de 2008 que sirvió como secuela para la película y para la trilogía de The Evil Dead, A Nightmare on Elm Street y Friday the 13th. Ya que también Ash Williams toma el papel de protagonista y narrador del cómic:
- Los protagonistas: Lori Campbell y Will Rollins de Freddy vs. Jason aparecen al inicio de la historia pero son asesinados por Jason.
- Ash Williams es quien nos cuenta la historia de principio a fin, mencionando los acontecimientos ocurridos en Army of Darkness.
- Freddy Krueger al vagar por los recuerdos de Jason, descubre que Pamela Voorhees tiene el Necronomicón en su casa abandonada, esto hace que el cameo del Libro de los Muertos en la película Jason Goes to Hell: The Final Friday, sea posible.
- Cuando Freddy Krueger invoca a las víctimas de Jason Voorhees para su ejército, se puede apreciar a Lori Campbell, unos campistas, al oficial de policía de Friday the 13th Part VIII: Jason Takes Manhattan y uno de los cuantos Boy Scouts de Friday the 13th Part VI: Jason Lives entre otros cuantos personajes de Friday the 13th Part III.
- Freddy Krueger al vagar por los recuerdos de Ash, recrea en una pesadilla cuando la mano de Ash Williams es poseída durante Evil Dead 2 y el ejército de "mini-Ash" en Army of Darkness, también logra invocar al demonio del bosque que atrapaba a los amigos de Ash en The Evil Dead.
- Al parecer, los Demonios del Sueño de Freddy's Dead: The Final Nightmare, también hay un conjuro para invocarlos en El Necronomicón.
- Ash Williams menciona a su exnovia Linda y sus amigos (personajes de The Evil Dead), cuando se va al bosque a buscar a Carrie.
- En el cómic dan entender que cuando Jason Voorhees murió ahogado en el lago, Pamela intento revivirlo leyendo el Necronomicón y al parecer lo hizo, razón por la cual Jason tiene unas cuantas habilidades sobrehumanas.

## Secuela
Una segunda serie, Freddy vs. Jason vs. Ash: The Nightmare Warriors, también de seis números, fue publicada desde agosto de 2009 hasta diciembre de 2009, siguiendo la historia de la serie previa y también conteniendo a la mayoría de los sobrevivientes de las respectivas franquicias. Fue escrita por Jeff Katz y James Kuhoric e ilustrada por Jason Craig.